# Tatiana Weston-Webb
Tatiana Weston-Webb est une surfeuse professionnelle américano-brésilienne née le 9 mai 1996 à Porto Alegre, au Brésil.

## Biographie
Tatiana Weston-Webb est née au Brésil d'une mère brésilienne et d'un père américain qui déménagent à Kauai sur l'archipel d'Hawaï deux semaines après sa naissance. Elle grandit dans une famille fortement liée à la culture du surf, sa mère étant une ancienne bodyboardeuse professionnelle et son frère Troy (de deux ans son aîné) étant également surfeur. Elle apprend à surfer à l'âge de 8 ans et très vite surfe à Hanalei Bay (en), spot réputé de grosses vagues à Kauai.
Elle intègre le circuit Championship Tour féminin en 2015 après sa 6e place au classement du circuit Qualifying Series en 2014.
Elle remporte la première place lors du championnat du monde en équipe en 2019 à Miyazaki au Japon, au classement général individuel au championnat du monde tenu au Salvador en 2023 et la médaille d'argent pendant les jeux olympiques d'été à Paris en 2024.

## Palmarès et résultats

### Saison par saison
- 2012 :
  - 3e du Sea Hawaii Pipeline Women's Pro à Banzai Pipeline sur le North Shore d'Oahu (Hawaï)

- 2013 :
  - 3e du Pantín Classic Galicia Pro à Pantín (Espagne)

- 2014 :
  - 3e du Port Taranaki Pro à New Plymouth (Nouvelle-Zélande)
  - 2e du Supergirl Pro à Oceanside (États-Unis)
  - 3e du Swatch Girls Pro France à Seignosse (France)
  - 1re du Mahalo Surf Eco Festival à Itacaré (Brésil)

- 2015 :
  - 3e du Samsung Galaxy Hainan Pro à Wanning (Chine)
  - 3e du Hurley Australian Open à Manly (Australie)
  - 3e du Roxy Pro Gold Coast à Gold Coast (Australie)
  - 1re du Paul Mitchell Supergirl Pro à Oceanside (États-Unis)[4]
  - 3e du Cascais Women's Pro à Cascais (Portugal)[5]
  - Championne du monde QS

- 2016 :
  - 3e du Rip Curl Women's Pro à Bells Beach (Australie)
  - 3e du Drug Aware Margaret River Pro à Margaret River (Australie)
  - 1re du Vans US Open of Surfing à Huntington Beach (États-Unis)
  - 3e du Roxy Pro France à Hossegor (France)

- 2017 :
  - 2e du Outerknow Fiji Women's Pro à Tavarua (Fidji)
  - 2e du Vans US Open of Surfing à Huntington Beach (États-Unis)

- 2018 :
  - 2e du Rip Curl Women's Pro à Bells Beach (Australie)
  - 3e du Oi Rio Women's Pro à Saquarema (Brésil)
  - 3e du Corona Bali Protected à Keramas (Indonésie)
  - 2e du Uluwatu CT à Uluwatu (Indonésie)
  - 3e du Corona Open J-Bay à Jeffreys Bay (Afrique du Sud)
- 2019:
  - 1ère du championnat du monde à Miyazaki (Japon)
- 2023:
  - 1ère du championnat du monde à El Savador (Salvador)

- 2024 :
  - 2è des jeux olympiques d'été à Paris (France)
  - 2è du championnat du monde à Arecibo (Porto Rico)

### Classements
| Année             | 2012 | 2013 | 2014 | 2015 | 2016 | 2017 | 2018 |
| ----------------- | ---- | ---- | ---- | ---- | ---- | ---- | ---- |
| Qualifying Series | 77e  | 12e  | 6e   | 1re  | 19e  | 2e   | 11e  |
| Championship Tour |      |      | 18e  | 7e   | 4e   | 10e  | 4e   |